# Camponotus cinerascens
Camponotus cinerascens är en myrart som först beskrevs av Fabricius 1787.  Camponotus cinerascens ingår i släktet hästmyror, och familjen myror. Inga underarter finns listade.